# شب عروس

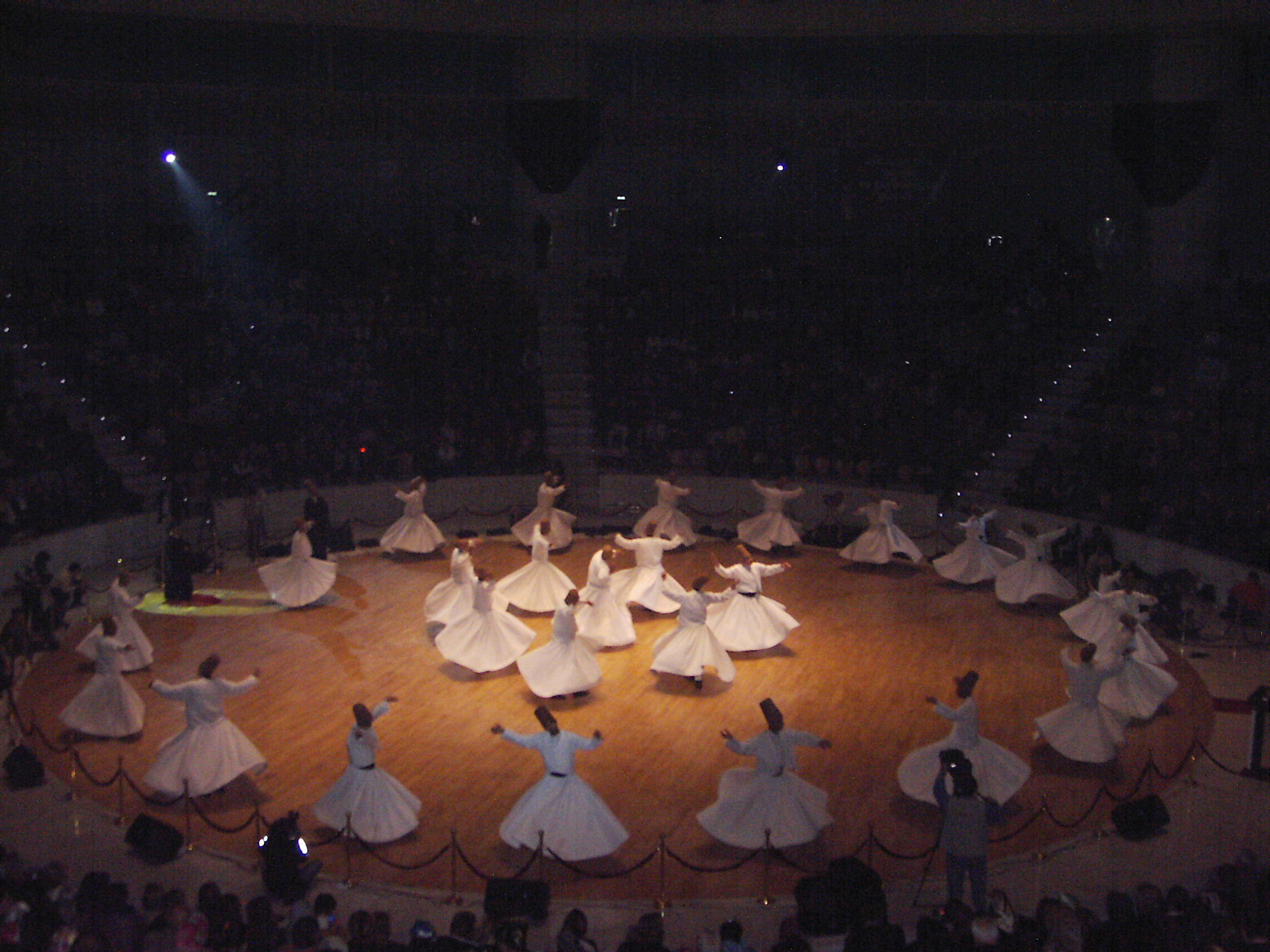
ذكرى يوم وفاة جلال الدين الرومي الذي ينظم كل عام في قونية كتقليد سنوي

شب عروس (بالتركية: Düğün Gecesi)‏ ((بالفارسية: شب): ليلة، (بالفارسية: عرس): الزفاف). في المولوية هي الليلة التي توفي فيها جلال الدين الرومي. سُميت هذه الليلة بليلة العرس باعتبارها الليلة التي التقى فيها جلال الدين الرومي بربه، بالحبيب. تقام احتفالات ذكرى وفاة الرومي في الأسبوع الموافق لتاريخ 17 ديسمبر وعُرفت في البداية باسم المراسم الدولية لإحياء ذكرى لم الشمل (الوصل الآبدى). وتُعرف بين الناس بـ«شب عروس».

## روابط خارجية
- Konya Kültür web sitesi
- Uzmantv'de Mevlevilikte Sema ve Semazenlik videosu

‌